# Brisbane International 2014 - Qualificazioni singolare femminile
Le qualificazioni del singolare  femminile del Brisbane International 2014 sono state un torneo di tennis preliminare per accedere alla fase finale della manifestazione. I vincitori dell'ultimo turno sono entrati di diritto nel tabellone principale. In caso di ritiro di uno o più giocatori aventi diritto a questi sono subentrati i lucky loser, ossia i giocatori che hanno perso nell'ultimo turno ma che avevano una classifica più alta rispetto agli altri partecipanti che avevano comunque perso nel turno finale.

## Teste di serie
1. Jaroslava Švedova (secondo turno)
2. Chanelle Scheepers (secondo turno)
3. Hsieh Su-wei (ultimo turno, Lucky loser)
4. Kiki Bertens (ultimo turno)

1. Misaki Doi (primo turno)
2. Julia Glushko (secondo turno)
3. Teliana Pereira  (secondo turno)
4. Vesna Dolonc (primo turno)

## Qualificate
1. Alla Kudrjavceva
2. Heather Watson

1. Aleksandra Panova
2. Ashleigh Barty

### Lucky Loser
1. Hsieh Su-wei

## Tabellone qualificazioni

### Sezione 1
|  | Primo turno          | Primo turno          | Primo turno          | Primo turno | Primo turno |  |  | Secondo turno    | Secondo turno        | Secondo turno    | Secondo turno    | Secondo turno    |   |   | Ultimo turno         | Ultimo turno         | Ultimo turno         | Ultimo turno | Ultimo turno |  |
|  |                      |                      |                      |             |             |  |  |                  |                      |                  |                  |                  |   |   |                      |                      |                      |              |              |  |
|  | 1                    | Jaroslava Švedova    | Jaroslava Švedova    | 7           | 6           |  |  |                  |                      |                  |                  |                  |   |   |                      |                      |                      |              |              |  |
|  |                      | Stephanie Vogt       | Stephanie Vogt       | 5           | 4           |  |  | 1                | Jaroslava Švedova    | 1                | 7                | 4                |   |   |                      |                      |                      |              |              |  |
|  | Anastasija Rodionova | Anastasija Rodionova | Anastasija Rodionova | 6           | 6           |  |  |                  | Anastasija Rodionova | 6                | 63               | 6                |   |   |                      |                      |                      |              |              |  |
|  | Anna Tatišvili       | Anna Tatišvili       | Anna Tatišvili       | 2           | 2           |  |  |                  |                      |                  |                  |                  |   |   | Anastasija Rodionova | Anastasija Rodionova | Anastasija Rodionova | 4            | 3            |  |
|  | WC                   | Arina Rodionova      | 7                    | 4           | 4           |  |  |                  |                      | Alla Kudrjavceva | Alla Kudrjavceva | Alla Kudrjavceva | 6 | 6 |                      |                      |                      |              |              |  |
|  |                      | Alla Kudrjavceva     | 5                    | 6           | 6           |  |  | Alla Kudrjavceva | Alla Kudrjavceva     | Alla Kudrjavceva | 7                | 6                |   |   |                      |                      |                      |              |              |  |
|  |                      | Arantxa Rus          | Arantxa Rus          | 6           | 6           |  |  | Arantxa Rus      | Arantxa Rus          | Arantxa Rus      | 6                | 2                |   |   |                      |                      |                      |              |              |  |
|  | 5                    | Misaki Doi           | Misaki Doi           | 3           | 2           |  |  |                  |                      |                  |                  |                  |   |   |                      |                      |                      |              |              |  |

### Sezione 2
|  | Primo turno    | Primo turno          | Primo turno        | Primo turno | Primo turno |  |  | Secondo turno | Secondo turno      | Secondo turno     | Secondo turno     | Secondo turno     |   |   | Ultimo turno | Ultimo turno   | Ultimo turno   | Ultimo turno | Ultimo turno |  |
|  |                |                      |                    |             |             |  |  |               |                    |                   |                   |                   |   |   |              |                |                |              |              |  |
|  | 2              | Chanelle Scheepers   | Chanelle Scheepers | 6           | 7           |  |  |               |                    |                   |                   |                   |   |   |              |                |                |              |              |  |
|  |                | Maryna Zanevs'ka     | Maryna Zanevs'ka   | 3           | 62          |  |  | 2             | Chanelle Scheepers | 6                 | 3                 | 0                 |   |   |              |                |                |              |              |  |
|  | Mandy Minella  | Mandy Minella        | Mandy Minella      | 65          | 5           |  |  |               | Heather Watson     | 2                 | 6                 | 6                 |   |   |              |                |                |              |              |  |
|  | Heather Watson | Heather Watson       | Heather Watson     | 7           | 7           |  |  |               |                    |                   |                   |                   |   |   |              | Heather Watson | Heather Watson | 6            | 6            |  |
|  | WC             | Jarmila Gajdošová    | 4                  | 6           | 6           |  |  |               |                    | WC                | Jarmila Gajdošová | Jarmila Gajdošová | 4 | 4 |              |                |                |              |              |  |
|  |                | Mirjana Lučić-Baroni | 6                  | 4           | 4           |  |  | WC            | Jarmila Gajdošová  | Jarmila Gajdošová | 6                 | 6                 |   |   |              |                |                |              |              |  |
|  |                | Madison Brengle      | Madison Brengle    | 612         | 0           |  |  | 7             | Teliana Pereira    | Teliana Pereira   | 3                 | 1                 |   |   |              |                |                |              |              |  |
|  | 7              | Teliana Pereira      | Teliana Pereira    | 7           | 6           |  |  |               |                    |                   |                   |                   |   |   |              |                |                |              |              |  |

### Sezione 3
|  | Primo turno       | Primo turno              | Primo turno              | Primo turno | Primo turno |  |  | Secondo turno     | Secondo turno     | Secondo turno     | Secondo turno     | Secondo turno |   |   | Ultimo turno | Ultimo turno | Ultimo turno | Ultimo turno | Ultimo turno |  |
|  |                   |                          |                          |             |             |  |  |                   |                   |                   |                   |               |   |   |              |              |              |              |              |  |
|  | 3                 | Hsieh Su-wei             | Hsieh Su-wei             | 6           | 6           |  |  |                   |                   |                   |                   |               |   |   |              |              |              |              |              |  |
|  |                   | Ol'ga Alekseevna Pučkova | Ol'ga Alekseevna Pučkova | 2           | 0           |  |  | 3                 | Hsieh Su-wei      | 4                 | 6                 | 6             |   |   |              |              |              |              |              |  |
|  | WC                | Storm Sanders            | 0                        | 6           | 6           |  |  | WC                | Storm Sanders     | 6                 | 3                 | 1             |   |   |              |              |              |              |              |  |
|  |                   | Irina-Camelia Begu       | 6                        | 0           | 3           |  |  |                   |                   |                   |                   |               |   |   | 3            | Hsieh Su-wei | 6            | 2            | 1            |  |
|  | Katarzyna Piter   | Katarzyna Piter          | Katarzyna Piter          | 3           | 4           |  |  |                   |                   |                   | Aleksandra Panova | 4             | 6 | 6 |              |              |              |              |              |  |
|  | Aleksandra Panova | Aleksandra Panova        | Aleksandra Panova        | 6           | 6           |  |  | Aleksandra Panova | Aleksandra Panova | Aleksandra Panova | 6                 | 7             |   |   |              |              |              |              |              |  |
|  |                   | Alizé Lim                | Alizé Lim                | 7           | 6           |  |  | Alizé Lim         | Alizé Lim         | Alizé Lim         | 3                 | 65            |   |   |              |              |              |              |              |  |
|  | 8                 | Vesna Dolonc             | Vesna Dolonc             | 5           | 3           |  |  |                   |                   |                   |                   |               |   |   |              |              |              |              |              |  |

### Sezione 4
|  | Primo turno    | Primo turno      | Primo turno      | Primo turno | Primo turno |  |  | Secondo turno | Secondo turno  | Secondo turno  | Secondo turno  | Secondo turno |   |   | Ultimo turno | Ultimo turno | Ultimo turno | Ultimo turno | Ultimo turno |  |
|  |                |                  |                  |             |             |  |  |               |                |                |                |               |   |   |              |              |              |              |              |  |
|  | 4              | Kiki Bertens     | Kiki Bertens     | 6           | 7           |  |  |               |                |                |                |               |   |   |              |              |              |              |              |  |
|  |                | Danka Kovinić    | Danka Kovinić    | 3           | 5           |  |  | 4             | Kiki Bertens   | Kiki Bertens   | 6              | 6             |   |   |              |              |              |              |              |  |
|  | Vera Duševina  | Vera Duševina    | 6                | 5           | 0           |  |  |               | Victoria Duval | Victoria Duval | 2              | 1             |   |   |              |              |              |              |              |  |
|  | Victoria Duval | Victoria Duval   | 1                | 7           | 6           |  |  |               |                |                |                |               |   |   | 4            | Kiki Bertens | 6            | 3            | 5            |  |
|  |                | Çağla Büyükakçay | 5                | 7           | 3           |  |  |               |                | WC             | Ashleigh Barty | 2             | 6 | 7 |              |              |              |              |              |  |
|  | WC             | Ashleigh Barty   | 7                | 64          | 6           |  |  | WC            | Ashleigh Barty | Ashleigh Barty | 6              | 6             |   |   |              |              |              |              |              |  |
|  |                | Julija Putinceva | Julija Putinceva | 63          | 1           |  |  | 6             | Julia Glushko  | Julia Glushko  | 3              | 2             |   |   |              |              |              |              |              |  |
|  | 6              | Julia Glushko    | Julia Glushko    | 7           | 6           |  |  |               |                |                |                |               |   |   |              |              |              |              |              |  |